# آدم فراي (لاعب كرة قدم)
آدم فراي (بالإنجليزية: Adam Frye)‏ هو لاعب كرة قدم أمريكي، ولد في 15 فبراير 1974 في ألاموغوردو في الولايات المتحدة. لعب مع تامبا باي موتيني وسان خوسيه إيرثكويكس ولوس أنجلوس غلاكسي.

## وصلات خارجية
- آدم فراي على موقع الدوري الأمريكي (الإنجليزية)
- آدم فراي على موقع قاعدة بيانات كرة القدم.إي يو (الإنجليزية)
- آدم فراي على موقع Soccerbase.com (لاعب) (الإنجليزية)
- آدم فراي على موقع Soccerway.com (الإنجليزية)
- آدم فراي على موقع عالم كرة القدم.نت (الإنجليزية)